# بانسكا بيستريتسا
بانسكا بيستريتسا مدينة في وسط سلوفاكيا ومركز أقليم بانسكا بيستريتسا.
تتمتع مدينة بانسكا بيستريتسا بموقع مميز في وسط سلوفاكيا على ضفاف نهر الهرون وبجانب سلسلة جبال التترا الصغرى والفترى الكبرى بالإضافة إلى جبال الكرمنيتسة مما يعطي المدينة أهمية سياحية خصوصاً لمحبي الرياضات الشتوية.

## المناخ
يظهر الجدول التالي التغييرات المناخية على مدار السنة لبانسكا بيستريتسا:
| البيانات المناخية لـبانسكا بيستريتسا | البيانات المناخية لـبانسكا بيستريتسا | البيانات المناخية لـبانسكا بيستريتسا | البيانات المناخية لـبانسكا بيستريتسا | البيانات المناخية لـبانسكا بيستريتسا | البيانات المناخية لـبانسكا بيستريتسا | البيانات المناخية لـبانسكا بيستريتسا | البيانات المناخية لـبانسكا بيستريتسا | البيانات المناخية لـبانسكا بيستريتسا | البيانات المناخية لـبانسكا بيستريتسا | البيانات المناخية لـبانسكا بيستريتسا | البيانات المناخية لـبانسكا بيستريتسا | البيانات المناخية لـبانسكا بيستريتسا | البيانات المناخية لـبانسكا بيستريتسا |
| الشهر                                | يناير                                | فبراير                               | مارس                                 | أبريل                                | مايو                                 | يونيو                                | يوليو                                | أغسطس                                | سبتمبر                               | أكتوبر                               | نوفمبر                               | ديسمبر                               | المعدل السنوي                        |
| ------------------------------------ | ------------------------------------ | ------------------------------------ | ------------------------------------ | ------------------------------------ | ------------------------------------ | ------------------------------------ | ------------------------------------ | ------------------------------------ | ------------------------------------ | ------------------------------------ | ------------------------------------ | ------------------------------------ | ------------------------------------ |
| متوسط درجة الحرارة الكبرى °م (°ف)    | 1 (33)                               | 4 (39)                               | 9 (49)                               | 15 (60)                              | 21 (70)                              | 24 (75)                              | 26 (79)                              | 26 (79)                              | 21 (70)                              | 14 (58)                              | 7 (44)                               | 2 (35)                               | 14 (58)                              |
| متوسط درجة الحرارة الصغرى °م (°ف)    | −6 (20)                              | −6 (22)                              | −2 (29)                              | 3 (37)                               | 8 (46)                               | 10 (51)                              | 12 (54)                              | 12 (53)                              | 8 (47)                               | 4 (39)                               | 0 (32)                               | −4 (24)                              | 3 (38)                               |
| الهطول سم (إنش)                      | 2.65 (1.04)                          | 2.67 (1.05)                          | 2.80 (1.10)                          | 4.28 (1.69)                          | 5.00 (1.97)                          | 5.02 (1.98)                          | 6.02 (2.37)                          | 4.68 (1.84)                          | 4.23 (1.67)                          | 4.06 (1.60)                          | 4.43 (1.74)                          | 3.36 (1.32)                          | 49.2 (19.37)                         |
| المصدر: MSN Weather                  |                                      |                                      |                                      |                                      |                                      |                                      |                                      |                                      |                                      |                                      |                                      |                                      |                                      |

## توأمة
لبانسكا بيستريتسا اتفاقيات توأمة مع كل من:
- فرشاتس
- هرتسليا
- ألبا
- رادوم
- تارنوبزج
- مونتانا
- هرادتس كرالوفه (1950 - )
- أسكولي بيتشينو
- بودفا
- Dabas, Hungary [الإنجليزية]‏
- هلبرشتات
- تشارلستون
- Kovačica [الإنجليزية]‏
- لاريسا
- مانغالايا
- سانت إتيان
- سالجوتارجان
- تولا
- زادار

## معرض صور

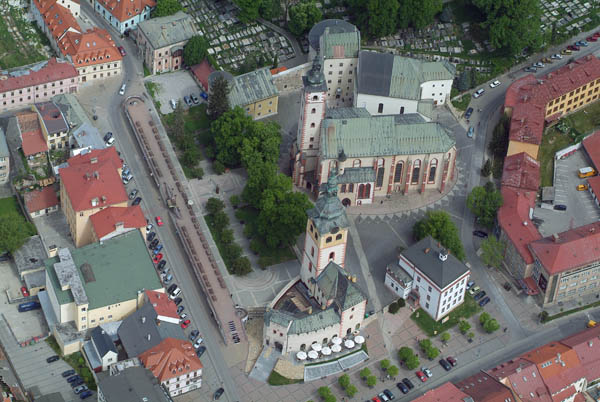
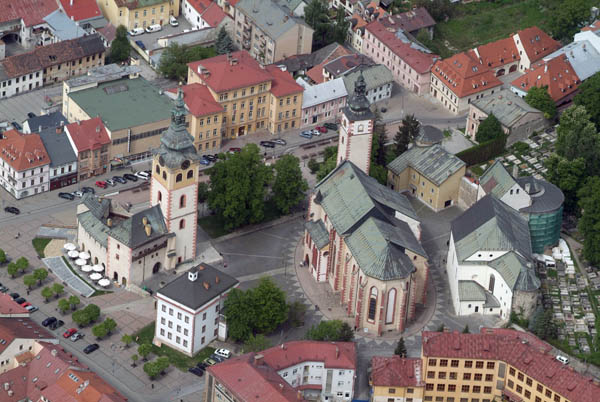
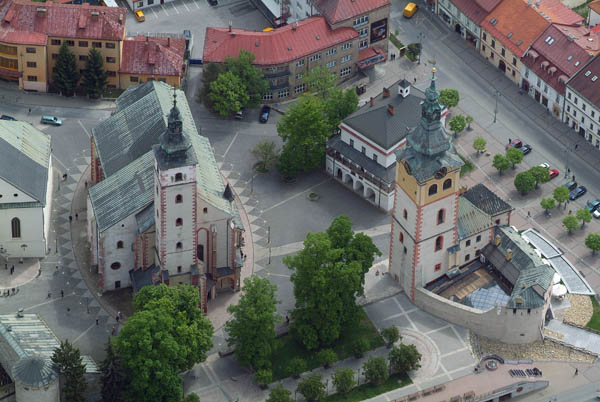
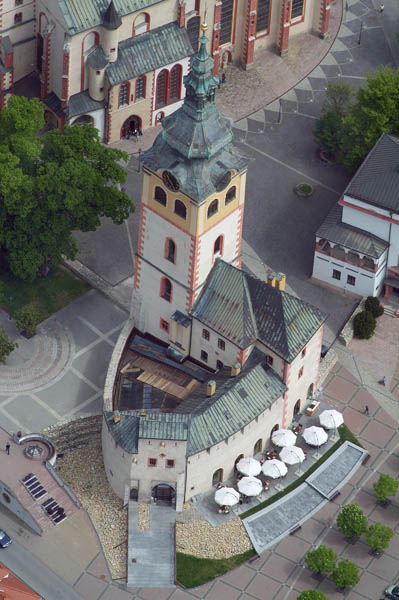

## أعلام
- جاكوب سيلفستر
- إيغور لوثر
- ماريك هامشيك
- شانتال شكاملوفا
- ريتشارد غوندا

## وصلات خارجية
- الموقع الرسمي لمدينة بانسكا بيستريتسا
- الموقع الرسمي للنقل والمواصلات العامة
- موقع جامعة ماتيي بل في بانسكا بيستريتسا